# Geopark Karawanken

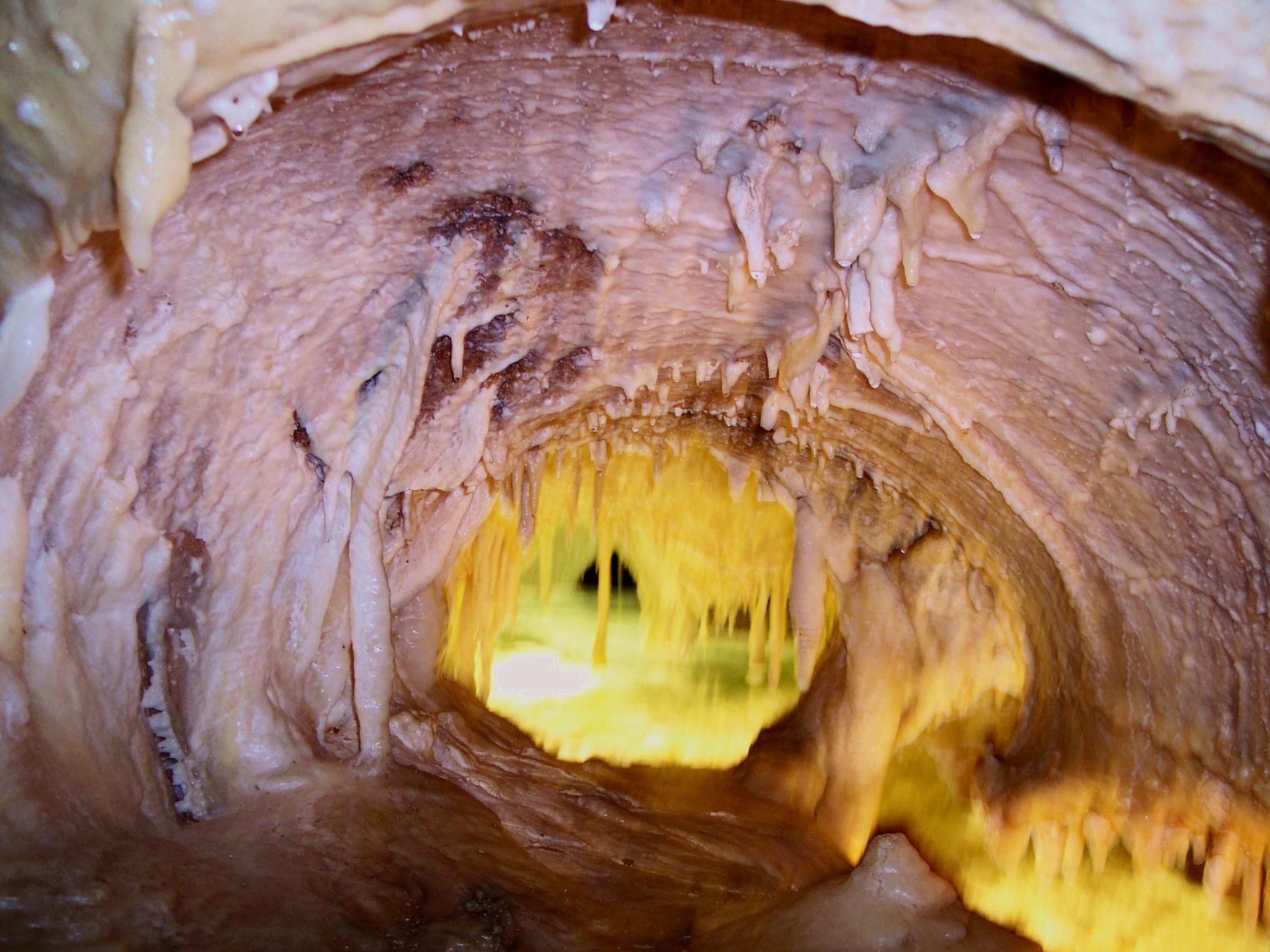
Obir-Tropfsteinhöhlen

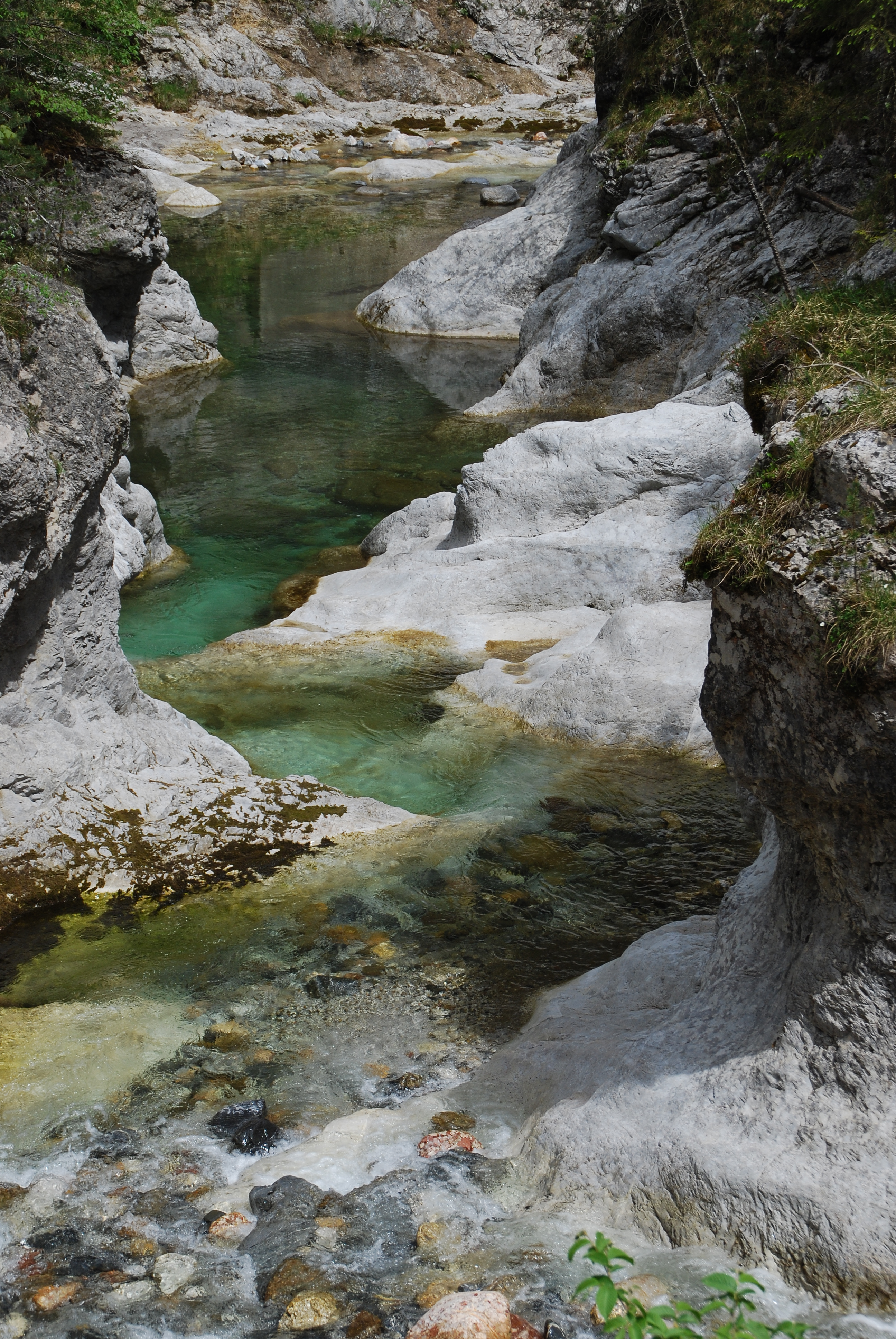
Trögerner Klamm

Der Geopark Karawanken liegt im Gebirgszug der Karawanken in Österreich und in Slowenien und umfasst eine Fläche von 1067 km². Der grenzüberschreitende Geopark bietet zahlreiche geologische und naturkundliche Sehenswürdigkeiten und wurde 2013 in das Global Geoparks Network der UNESCO aufgenommen.

## Geografie und Geologie
Am Geopark beteiligen sich zu beiden Seiten der Grenze vierzehn Gemeinden, namentlich Bad Eisenkappel, Bleiburg, Črna na Koroškem, Dravograd, Feistritz ob Bleiburg, Gallizien, Globasnitz, Lavamünd, Mežica, Neuhaus, Prevalje, Ravne na Koroškem, Sittersdorf und Zell.
Die höchsten Berggipfel auf dem Gebiet des Geoparks sind Hochobir, Petzen und Koschuta. Die besondere geologische Situation mit tief eingeschnittenen Tälern (sogenannten „Gräben“) kommt durch das Aufeinandertreffen verschiedener tektonischer Platten an der Periadriatischen Naht zustande.
Einblicke in die gebirgsbildenden Gesteinsschichten ermöglichen unter anderem die Obir-Tropfsteinhöhlen, die Trögerner Klamm und das touristisch genutzte ehemalige Bergwerk in Mežica. Zum Geopark gehören auch bedeutende Stätten archäologischer Ausgrabungen und Naturdenkmäler.
Früher trug die Förderung von Blei, Zink und Eisen neben der Land- und Forstwirtschaft zum Wohlstand in der Region bei, heute spielt der Tourismus eine wichtige Rolle. In Bad Eisenkappel wurde ein Geopark-Informationszentrum eingerichtet.

## Politik
Der Geopark ist ein Beispiel der Zusammenarbeit von deutsch- und slowenischsprachigen Bevölkerungsgruppen in der Grenzregion. Im Jahr 2016 traten die österreichischen Geopark-Gemeinden gegen die Errichtung eines Grenzzauns im Zug der Flüchtlingskrise ein.